# ロザムンデ四重奏団
ロザムンデ四重奏団（ロザムンデしじゅうそうだん、ドイツ語：Rosamunde-Quartett）は、1992年にドイツで結成された弦楽四重奏団。1997年よりECMと専属契約を結び、ハイドンや名前の由来ともなったシューベルト、またシェックやマンスリアンといった近現代の曲をリリースしている。

## メンバー
- アンドリアス・ライナー (Andreas Reiner) - 第1ヴァイオリン
- ダイアン・パスカル (Diane Pascal) - 第2ヴァイオリン
- ヘルムート・ニコライ (Helmut Nicolai) - ヴィオラ
- アニャ・レヒナー (Anja Lechner) - チェロ